# ベトナム国家大学ハノイ校
ベトナム国家大学ハノイ校（ベトナムこっかだいがくハノイこう、英語名：Vietnam National University, Hanoi、ベトナム語：Đại học Quốc gia Hà Nội / 大學國家河內）は、ベトナムハノイにある国家大学。略称はVNU（ベトナム語でĐHQGHN）。日本ではハノイ国家大学の呼称もよく使われている。国家大学は、通常の国立大学が教育部の管轄下にあるのに対して、首相に直属している。

## 沿革
- 1906年 インドシナ大学（Đại học Đông Dương、大學東洋）を設立。
- 1945年 ベトナム国家大学となる。
- 1951年 基礎科学学校設立。
- 1956年 ベトナム国家大学、基礎科学学校を継承したハノイ総合大学を設立。ハノイ師範大学設立。
- 1967年 ハノイ外国語師範大学を設立。
- 1993年 ハノイ国家大学、ハノイ第1師範大学、ハノイ外国語師範大学が統合し、ベトナム国家大学ハノイ校となる。
- 1999年 ハノイ師範大学が独立。
- 2014年 日本・ベトナム両政府の主導により、日越大学を設立。2016年度に開設[1]。
- 2020年 ベトナム国家大学ハノイ校医科薬科大学を設立[2]。

## 構成

### 大学
- 自然科学大学
- 人文社会科学大学
- 外国語大学
- 工科大学
- 経済大学
- 教育大学
- 日越大学
- 法学部

### 学校（才能の高校生・中学生を教育する）
- 自然科学専門高等学校
- 人文社会科学専門高等学校
- 外国語専門高等学校
- 教育科学専門高等学校
- 外国語中学校